# Udmurtiens flagga

Udmurtiens flagga

Udmurtiens flagga är svart, vit och röd. Den antogs den 3 december 1993.

### Fotnoter
1. ↑  ”Flags of the World”. http://flagspot.net/flags/ru-ud.html#pre. Läst 11 augusti 2011.